# Chênedollé

Chênedollé este o comună în departamentul Calvados, Franța. În 1 ianuarie 2018 avea o populație de 228 de locuitori.